# Torneo masculino de fútbol playa en los Juegos Mundiales de Playa de 2019
El fútbol playa fue una de las disciplinas en la que se disputó medallas en los Juegos Mundiales de Playa de 2019 realizados en Doha, Catar. Participaron 16 seleccionados de los 97 países (participantes) que integraron los Juegos. Empezó el 12 de octubre y terminó el 16 de octubre de 2019.

## Equipos participantes
Brasil
 Rusia
 Irán
 Italia
 España
 Japón
 Senegal
 Suiza
 El Salvador
 México
 Paraguay
 Marruecos
 Ucrania
 Emiratos Árabes Unidos
 Uruguay
 Islas Salomón

## Primera fase[2]

### Grupo A
| Equipo                 | PJ | PG | PG+ | PG++ | PP | GF | GC | Dif. | Pts. |
| ---------------------- | -- | -- | --- | ---- | -- | -- | -- | ---- | ---- |
| Brasil                 | 3  | 3  | 0   | 0    | 0  | 23 | 10 | +13  | 9    |
| Suiza                  | 3  | 2  | 0   | 0    | 1  | 21 | 19 | +2   | 6    |
| Marruecos              | 3  | 1  | 0   | 0    | 2  | 8  | 17 | −9   | 3    |
| Emiratos Árabes Unidos | 3  | 0  | 0   | 0    | 3  | 15 | 21 | −6   | 0    |

| Fecha                        | Lugar |                 |                                   | Resultado |                                   |                 |
| ---------------------------- | ----- | --------------- | --------------------------------- | --------- | --------------------------------- | --------------- |
| 11 de octubre de 2019, 22:30 | Doha  | Marruecos       | Bandera de Marruecos              | 1:9       | Bandera de Brasil                 | Brasil          |
| 11 de octubre de 2019, 22:30 | Doha  | Suiza           | Bandera de Suiza                  | 10:9      | Bandera de Emiratos Árabes Unidos | Emiratos Árabes |
| 13 de octubre de 2019, 16:30 | Doha  | Brasil          | Bandera de Brasil                 | 7:5       | Bandera de Emiratos Árabes Unidos | Emiratos Árabes |
| 13 de octubre de 2019, 16:30 | Doha  | Suiza           | Bandera de Suiza                  | 7:3       | Bandera de Marruecos              | Marruecos       |
| 14 de octubre de 2019, 21:00 | Doha  | Brasil          | Bandera de Brasil                 | 7:4       | Bandera de Emiratos Árabes Unidos | Suiza           |
| 14 de octubre de 2019, 21:00 | Doha  | Emiratos Árabes | Bandera de Emiratos Árabes Unidos | 1:4       | Bandera de Marruecos              | Marruecos       |

### Grupo B
| Equipo        | PJ | PG | PG+ | PG++ | PP | GF | GC | Dif. | Pts. |
| ------------- | -- | -- | --- | ---- | -- | -- | -- | ---- | ---- |
| Italia        | 3  | 3  | 0   | 0    | 0  | 18 | 12 | +6   | 9    |
| España        | 3  | 2  | 0   | 0    | 1  | 21 | 13 | +8   | 6    |
| México        | 3  | 1  | 0   | 0    | 2  | 14 | 16 | −2   | 3    |
| Islas Salomón | 3  | 0  | 0   | 0    | 3  | 12 | 24 | −12  | 0    |

| Fecha                        | Lugar |               |                          | Resultado |                          |               |
| ---------------------------- | ----- | ------------- | ------------------------ | --------- | ------------------------ | ------------- |
| 11 de octubre de 2019, 16:30 | Doha  | Islas Salomón | Bandera de Islas Salomón | 5:8       | Bandera de Italia        | Italia        |
| 11 de octubre de 2019, 16:30 | Doha  | España        | Bandera de España        | 9:3       | Bandera de México        | México        |
| 13 de octubre de 2019, 22:30 | Doha  | Italia        | Bandera de Italia        | 5:3       | Bandera de México        | México        |
| 13 de octubre de 2019, 22:30 | Doha  | España        | Bandera de España        | 8:5       | Bandera de Islas Salomón | Islas Salomón |
| 14 de octubre de 2019, 19:30 | Doha  | Italia        | Bandera de Italia        | 5:4       | Bandera de España        | España        |
| 14 de octubre de 2019, 19:30 | Doha  | México        | Bandera de México        | 8:2       | Bandera de Islas Salomón | Islas Salomón |

### Grupo C
| Equipo   | PJ | PG | PG+ | PG++ | PP | GF | GC | Dif. | Pts. |
| -------- | -- | -- | --- | ---- | -- | -- | -- | ---- | ---- |
| Irán     | 3  | 2  | 0   | 1    | 0  | 18 | 16 | +2   | 7    |
| Senegal  | 3  | 2  | 0   | 0    | 1  | 18 | 13 | +5   | 6    |
| Paraguay | 3  | 1  | 0   | 0    | 2  | 9  | 12 | −3   | 3    |
| Ucrania  | 3  | 0  | 0   | 0    | 3  | 13 | 17 | −4   | 0    |

| Fecha                        | Lugar |          |                     | Resultado      |                     |          |
| ---------------------------- | ----- | -------- | ------------------- | -------------- | ------------------- | -------- |
| 11 de octubre de 2019, 19:30 | Doha  | Ucrania  | Bandera de Ucrania  | 4:5            | Bandera de Irán     | Irán     |
| 11 de octubre de 2019, 19:30 | Doha  | Paraguay | Bandera de Paraguay | 0:3            | Bandera de Senegal  | Senegal  |
| 13 de octubre de 2019, 21:00 | Doha  | Irán     | Bandera de Irán     | 8:8 (3:1 pen.) | Bandera de Senegal  | Senegal  |
| 13 de octubre de 2019, 21:00 | Doha  | Paraguay | Bandera de Paraguay | 5:4            | Bandera de Ucrania  | Ucrania  |
| 14 de octubre de 2019, 16:30 | Doha  | Irán     | Bandera de Irán     | 5:4            | Bandera de Paraguay | Paraguay |
| 14 de octubre de 2019, 16:30 | Doha  | Senegal  | Bandera de Senegal  | 7:5            | Bandera de Ucrania  | Ucrania  |

### Grupo D
| Equipo      | PJ | PG | PG+ | PG++ | PP | GF | GC | Dif. | Pts. |
| ----------- | -- | -- | --- | ---- | -- | -- | -- | ---- | ---- |
| Rusia       | 3  | 2  | 1   | 0    | 0  | 15 | 10 | +5   | 8    |
| Japón       | 3  | 2  | 0   | 0    | 1  | 16 | 10 | +6   | 6    |
| El Salvador | 3  | 1  | 0   | 0    | 2  | 9  | 10 | −1   | 3    |
| Uruguay     | 3  | 0  | 0   | 0    | 3  | 7  | 17 | −10  | 0    |

| Fecha                        | Lugar |             |                        | Resultado  |                        |             |
| ---------------------------- | ----- | ----------- | ---------------------- | ---------- | ---------------------- | ----------- |
| 11 de octubre de 2019, 21:00 | Doha  | El Salvador | Bandera de El Salvador | 2:4        | Bandera de Rusia       | Rusia       |
| 11 de octubre de 2019, 21:00 | Doha  | Japón       | Bandera de Japón       | 7:2        | Bandera de Uruguay     | Uruguay     |
| 13 de octubre de 2019, 19:30 | Doha  | Rusia       | Bandera de Rusia       | 5:3        | Bandera de Uruguay     | Uruguay     |
| 13 de octubre de 2019, 19:30 | Doha  | Japón       | Bandera de Japón       | 4:2        | Bandera de El Salvador | El Salvador |
| 14 de octubre de 2019, 22:30 | Doha  | Rusia       | Bandera de Rusia       | 6:5 (pró.) | Bandera de Japón       | Japón       |
| 14 de octubre de 2019, 22:30 | Doha  | Uruguay     | Bandera de Uruguay     | 2:5        | Bandera de El Salvador | El Salvador |

## Fase final

### Semifinales
| Fecha                 | Lugar |        |                   | Resultado |                   |        |
| --------------------- | ----- | ------ | ----------------- | --------- | ----------------- | ------ |
| 15 de octubre de 2019 | Doha  | Irán   | Bandera de Irán   | 2:6       | Bandera de Rusia  | Rusia  |
| 15 de octubre de 2019 | Doha  | Brasil | Bandera de Brasil | 7:5       | Bandera de Italia | Italia |

### Disputa del bronce
| Fecha                 | Lugar |      |                 | Resultado      |                   |        |
| --------------------- | ----- | ---- | --------------- | -------------- | ----------------- | ------ |
| 16 de octubre de 2019 | Doha  | Irán | Bandera de Irán | 5:5 (3:1 pen.) | Bandera de Italia | Italia |

### Disputa del oro
| Fecha                 | Lugar |       |                  | Resultado |                   |        |
| --------------------- | ----- | ----- | ---------------- | --------- | ----------------- | ------ |
| 16 de octubre de 2019 | Doha  | Rusia | Bandera de Rusia | 3:9       | Bandera de Brasil | Brasil |

### Campeón
| Fútbol playa en los Juegos Mundiales de Playa de 2019 2019 |
| ---------------------------------------------------------- |
| Bandera de Brasil                                          |
| Brasil 1º Título                                           |

## Goleadores
| Jugador              | Selección | Goles |
| -------------------- | --------- | ----- |
| Gabriele Gori        | Italia    | 13    |
| Rodrigo              | Brasil    | 10    |
| Nöel Ott             | Suiza     | 8     |
| Mohammadali Mokhtari | Irán      | 7     |
| Artur Paporotnyi     | Rusia     | 7     |

## Clasificación final
| Pos.              | Equipo                 | Resultado                      |
| ----------------- | ---------------------- | ------------------------------ |
| Medalla de oro    | Brasil                 | Oro                            |
| Medalla de plata  | Rusia                  | Plata                          |
| Medalla de bronce | Irán                   | Bronce                         |
| 4                 | Italia                 | Cuarto lugar                   |
| 5                 | España                 | Eliminado en la fase de grupos |
| 6                 | Japón                  | Eliminado en la fase de grupos |
| 7                 | Senegal                | Eliminado en la fase de grupos |
| 8                 | Suiza                  | Eliminado en la fase de grupos |
| 9                 | El Salvador            | Eliminado en la fase de grupos |
| 10                | México                 | Eliminado en la fase de grupos |
| 11                | Paraguay               | Eliminado en la fase de grupos |
| 12                | Marruecos              | Eliminado en la fase de grupos |
| 13                | Ucrania                | Eliminado en la fase de grupos |
| 14                | Emiratos Árabes Unidos | Eliminado en la fase de grupos |
| 15                | Uruguay                | Eliminado en la fase de grupos |
| 16                | Islas Salomón          | Eliminado en la fase de grupos |